# Municipio de San Francisco del Oro
El municipio de San Francisco del Oro es uno de los 67 municipios en que se divide el estado mexicano de Chihuahua. Su cabecera es el pueblo de San Francisco del Oro, antiguo centro minero.

## Geografía
El municipio de San Francisco del Oro está situado en el extremo sur del estado, muy cercano a los límites del estado de Durango y a la ciudad de Hidalgo del Parral. Ubicado en la latitud norte 26-°52", longitud oeste 105°51" a una altitud de 1,942 metros sobre el nivel del mar. Colinda al norte con el municipio de Huejotitán y Parral; al este con Parral y Santa Bárbara; al sur con Santa Bárbara y el Estado de Durango y al oeste con Balleza. Tiene 58 localidades, todas rurales. Sus principales núcleos de población son San Francisco del Oro, cabecera municipal y las localidades de Boquilla de San José, San José Baylón, Corral de Piedra y San Vicente.

## Demografía
Según tabulados de la Encuesta Intercensal efectuada en 2015 realizado por el Instituto Nacional de Estadística y Geografía, la población del municipio de San Francisco del Oro es de 5,086 habitantes, de los cuales 2,549 son hombres y 2,537 son mujeres.

### Localidades
En el censo de 2020 el municipio de San Francisco del Oro contaba con 47 localidades.
| Código INEGI      | Localidad             | Población (2020) |
| ----------------- | --------------------- | ---------------- |
| 080590001         | San Francisco del Oro | 4 427            |
| Otras localidades | Otras localidades     | 577              |
| Total municipal   | Total municipal       | 5 004            |

## Política
Cabecera municipal: San Francisco del Oro, tiene una distancia aproximada a la Capital del estado de 247 kilómetros; el número de habitantes es de 67,495. Otras localidades son: La Boquilla, con 182 habitantes a 9 kilómetros de la cabecera municipal, Paso de Molina con 150 habitantes, a 7 kilómetros, San José de los Baylón con 260 habitantes, a 7 kilómetros.

### Presidentes municipales
(1974 - 1977): Candelario Ureña Lozoya
(1977 - 1980): Manuel Benjamín Guerrero Villa
(1980 - 1983): Enrique Armendariz Noris
(1983 - 1986): Bartolo Fidencio Acosta Mata
(1986 - 1989): Hector Felix Espino
(1989 - 1992): Manuel Álvaro Rodríguez Flores
(1992 - 1995): Arturo Huerta Luevano
(1995 - 1998): Gerardo Montoya Olivas
(1998 - 2001): Arturo Huerta Luevano
(2001 - 2004): José Luis Castañón Quiñones
(2004 - 2007): Porfirio Huerta Luevano
(2007 - 2010): Ricardo Rendón Corral.
(2010 - 2013): Jesús Manuel Ramírez Alvarado.
(2013 - 2016): Rafael Montoya Villalobos.
(2016 - 2018) : Jesús Enrique Peréz Barraza
(2018 - 2021) : Felipe Terrazas Gutiérrez
(2021 - 2024) : Arturo Huerta Luevano